# Web pragmática
A Web pragmática consiste num conjunto de ferramentas, práticas e teorias que descrevem como e por que as pessoas usam informação. Em contraste com a Web semântica e a Syntactic Web a Web pragmática não é a única forma de significado da informação, mas registra a interação social no significado da mesma como por exemplo: consensos e entendimentos.
A transformação da informação existente em informação relevante para um grupo de usuários ou um indivíduo usuário inclui a visão de como os usuários usam, localizam, filtram, acessam, processam, sintetizam e partilham a informação. Social bookmarking é um exemplo de ferramenta de grupo, em que agentes de programação para usuários leigos são ferramentas individuais.
A idéia da Web pragmática está fundada na Language/action perspective.